# Волкова, Александра Акимовна
Александра Акимовна Волкова (Чвилёва) (1928 — ?) — советский учёный в области физики взрыва, разработчик элементов ядерных зарядов, лауреат Ленинской премии (1966). Кандидат технических наук (1965).

## Биография
Родилась 7 апреля 1928 года на станции Прохладная Кабардино-Балкарской АО.
Окончила Московский энергетический институт (1951).
С 1951 по 1955 год старший лаборант, с 1952 инженер с правом проведения самостоятельных взрывных экспериментов по отработке элементов ядерных зарядов в газодинамическом секторе КБ-11 (ВНИИЭФ, г. Саров).
Весной 1952 г. Р. З. Людаев, Е. А. Феоктистова, Г. А. Цырков, А. А. Чвилева осуществили первый в СССР взрывной опыт по получению сверхсильных магнитных полей.
С 1955 по 1981 год в НИИ-1011 (ныне РФЯЦ — ВНИИТФ им. акад. Е. И. Забабахина): руководитель группы, начальник отдела, с 1970 начальник лаборатории 43-1 по разработке и отработке ФС (фокусирующей системы). Под её руководством разработаны высокоэффективные системы, обеспечившие необходимые тактико-технические характеристики ядерных зарядов.
Лауреат Ленинской премии 1966 года — за разработку малогабаритной системы инициирования. Награждена орденом Трудового Красного Знамени (1960), медалью «Ветеран труда» (1979), знаком «Ветеран атомной энергетики и промышленности» (2002).